# Franz Joseph Merklin
Franz Joseph Merklin (* 28. Juni 1788 in Oberhausen, Großherzogtum Baden; † 14. September 1857 in Freiburg im Breisgau) war ein deutscher Orgelbauer in Baden.

## Leben
Franz Joseph Merklin erlernte in Oberhausen das Schreinerhandwerk. Seit 1808 arbeitete er in Würzburg, München und Wien, wahrscheinlich die letzten Jahre bereits als Orgelbauer. 1817 heiratete er in seinem Heimatort Oberhausen und wurde dabei als Schreinermeister bezeichnet. In den folgenden Jahren arbeitete Merklin als Orgelbauer mit Stephan Just, ab etwa 1821 allein. 1823 stellte er seine erste Orgel in Bischoffingen fertig und erhielt die Approbation als Orgelbauer für das Großherzogtum Baden.
1831 erhielt Merklin die Erlaubnis, sich in Freiburg im Breisgau niederzulassen, und zog daraufhin 1832 nach Wiehre. 1837 erhielt er das Bürgerrecht der Stadt und wurde 1839 Mitglied der Bauzunft. In dieser Zeit arbeiteten in der Werkstatt zwölf Mitarbeiter. Merklin blieb bis zu seinem Lebensende in Freiburg-Wiehre.
Der Sohn Joseph Merklin arbeitete zeitweise in der Werkstatt mit und wurde später einer der bedeutendsten Orgelbauer in Belgien und Frankreich im 19. Jahrhundert.

## Werke (Auswahl)
Von Franz Joseph Merklin sind 28 Orgelneubauten im Großherzogtum Baden bekannt. Sechs Orgeln und zwei Prospekte sind erhalten.
| Jahr      | Ort                 | Gebäude                 | Bild | Manuale | Register | Bemerkungen                                                                                                 |
| --------- | ------------------- | ----------------------- | ---- | ------- | -------- | --- |
| 1822–1823 | Bischoffingen       | Kirche                  |      | I/P     | 12       | erster bekannter Orgelneubau, nicht erhalten                                                                |
| 1823–1825 | Kehl                | Evangelische Kirche     |      | II/P    | 23       | zweiter Orgelneubau, nicht erhalten                                                                         |
| 1827      | Kandern             | Evangelische Kirche     |      | II/P    | 21       | größte erhaltene Orgel, mit spätestem erhaltenem Rückpositiv in Baden                                       |
| 1828      | Freistett           | Evangelische Kirche     |      | II/P    | 17       | 1967 Erweiterung durch Muhleisen auf II/P, 25, erhalten                                                     |
| 1829      | Lörrach             | St. Fridolin            |      | II/P    | 22       | Prospekt erhalten                                                                                           |
| 1829      | Rheinfelden-Eichsel | St. Gallus              |      | I/P     | 14       | erhalten |
| 1830      | Memprechtshofen     | Evangelische Kirche     |      | I/P     | 9        | erhalten |
| 1830      | Kleinkems           | Evangelische Kirche     |      | I/p     | 6        | 1961 umgesetzt in Stadtkirche St. Michael nach Schopfheim, erhalten und restauriert von Jens Steinhoff 2012 |
| 1832      | Auggen              | Kirche                  |      | II/P    | 20       | nicht erhalten                                                                                              |
| 1832      | Rippoldsau          | Kirche                  |      | II/P    | 22       | nicht erhalten                                                                                              |
| 1834      | Liel                | St. Vinzenz             |      | I/P     | 11       | 2010 ersetzt                                                                                                |
| 1838      | Freiburg            | Ludwigskirche           |      | II/P    | 26       | nicht erhalten                                                                                              |
| 1839      | Breisach            | Stephansmünster         |      | II/P    | 28       | nicht erhalten                                                                                              |
| 1840      | Oberrotweil         | Katholische Pfarrkirche |      | II/P    | 23+2     | leicht verändert erhalten                                                                                   |
| 1842      | Bollschweil         | St. Hilarius            |      |         |          | nicht erhalten                                                                                              |
| 1846      | Schallstadt         | St. Peter               |      |         |          | Prospekt erhalten                                                                                           |
| 1851      | Obereggenen         | Evangelische Kirche     |      | I/P     | 14       | verändert erhalten, ursprünglich 13 Register                                                                |